# C26H31N3O2
化学式C26H31N3O2（摩尔质量：417.553 g/mol）可以指：
- BP-897，CAS号：314776-92-6
- 1cP-AL-LAD，PubChem CID：162368406

|  | 这个同类索引页列出了具有相同分子式的化学物（即同分異構體）条目。 除非您是有意链接至本页，否则应将相应条目的内部链接指向正确的条目。 |